# 吴庆桐
吴庆桐（1872年—1921年）字子琴，河南商丘人。中华民国军事将领。

## 生平
吴庆桐早年加入北洋军，曾任直隶总督署巡捕。1908年，任奉天边防左路帮统及辽西镇总兵。1911年，任奉天巡防先锋队统领。1912年，任奉天第二混成旅旅长，所部多为骑兵。1913年6月，吴庆桐部被袁世凯调往豫南从事剿匪，参与进剿白朗军。
1914年1月，奉天留豫先锋队统领吴庆桐兼任南阳镇守使，1920年8月去职。在任南阳镇守使期间，起初袁世凯通令全国“尊崇孔教”，并确定孔教为国教，吴庆桐遂在南阳响应，成立了孔教会。民国4年（1915年）6月，筹安会在北京发起成立，吴庆桐在南阳用独山玉制作装饰品，用大理石制作对狮、香炉等，以作袁世凯称帝的献礼，并在南阳修公寓和花园以接待袁世凯手下官员。同年，袁世凯之子袁克定来到南阳，获吴庆桐热情招待。后袁克定将北京的京梆女演员联系到南阳，于吴庆桐部随军剧团演出，吴庆桐乃将南阳的马王庙改建为剧院（中华人民共和国成立后改称新华剧院）。民国5年（1916年），袁世凯称帝，吴庆桐在南阳改采年号“洪宪”，并下令将中小学课本中的“共和”字样统统删除。同年6月，袁世凯逝世，吴庆桐亲自到北京吊唁，并在南阳的玄妙观举行追悼大会。民国6年（1917年）9月，护法军政府成立，中国西南六省纷纷宣告独立。驻湖北襄阳的陆军第9师师长黎天才也宣布“襄阳自主”，但黎天才部旅长张联升、团长赵荣华率部脱离黎天才，赴南阳投奔吴庆桐，吴庆桐乃率部开入湖北进攻黎天才部，扼杀了襄阳的独立运动。民国8年（1919年），五四运动影响到南阳，吴庆桐亲自到南阳中学勒令同学会解散，并严禁抵制日货。
1921年，吴庆桐在天津寓所被侍从曹森刺杀身亡。